# 프로메튬
프로메튬(←영어: Promethium 프러미시엄[*], 문화어: 프로메티움←독일어: Promethium 프로메티움[*])은 화학 원소로 기호는 Pm(←라틴어: Promethium 프로메티움[*]), 원자 번호는 61이다. 1947년에 우라늄의 핵분열 반응에 의해 발견됐다. 프로메튬의 모든 동위원소는 방사성이며 지각에 500 g~600 g 밖에 존재하지 않을 만큼 귀한 원소이다.(프로메튬 동위원소 참조) 프로메튬은 테크네튬(Tc)과 함께 안정한 동위원소가 있는 원소들 사이에 끼어 있는 주기율표상에서 2개밖에 없는 방사성 원소이다. 화학적으로 프로메튬은 란타넘족에 속한다. 프로메튬은 +3의 유일한 산화수를 갖는다.
프로메튬은 그리스 신화에 나오는 올림포스 산의 불을 훔쳐서 인간들에게 준 티탄(Titan)인 프로메테우스(Prometheus)에서 이름이 유래되었다. 자연적으로 프로메튬은 반감기가 길어 쉽게 붕괴하지 않는 유로퓸-151의 붕괴와(이 동위원소의 붕괴로 프로메튬-147이 생성된다) 우라늄의 여러 동위원소의 붕괴로 생성된다. 프로메튬-145가 가장 안정적인 동위원소임에도 불구하고 실질적인 용도에는 프로메튬-147의 화합물만이 이용된다. 프로메튬은 형광 페인트, 원자력 전지, 두께 측정 장치에 쓰인다. 그 이유는 자연적인 프로메튬이 대단히 존재량이 적기 때문에 보통 우라늄-235(농축 우라늄)를 열중성자로 포격하여서 프로메튬-147을 핵분열 결과물로 합성하기 때문이다.

## 성질

### 물리학적 성질
프로메튬 원자는 61개의 전자를 가지고 있고 [Xe] 4f5 6s2의 전자배치를 가진다. 화합물을 만들 때 프로메튬은 4f 궤도의 전자 하나와 가장 바깥쪽 6s 궤도의 전자 두개를 잃어서 이온화한다. 이 원소의 원자 반지름은 란타넘족 원소들 중 두 번째로 크지만 이 정도는 주변 이웃한 원소들보다 살짝 큰 정도이다. 이는 란타넘족 원소들의 원자 번호가 증가할수록 원자 반지름이 축소하는 일반적인 추세(란타넘족 수축 참조)에 대하여 가장 눈에 띄는 예외적인 경우이다. 프로메튬의 많은 성질은 란타넘족 상에서 위치에 의한 것이 많다. 대표적인 예로 녹는점, 처음 3차까지의 이온화 에너지, 수화 에너지가 네오디뮴보다 높고 사마륨보다 낮다. 이와 비슷하게 프로메튬의 추정된 끓는점, 이온의 반지름, 그리고 단원자 기체의 표준 생성열 모두 Nd < Pm < Sm이다. 프로메튬은 이중 육방정계 구조를 가지며 강도는 63 kg/mm2이다. 알파 동소체를 890 °C까지 가열하면 체심입방격자 구조를 가지는 베타 동소체가 된다.

### 화학적 성질
프로메튬은 란타넘족 원소들 중 세륨 그룹으로 분류되며 화학적으로 이웃한 원소들과 상당히 비슷하다. 프로메튬은 안정 동위원소가 없어 이 원소에 대한 화학 연구는 아직 미완료 상태이다. 몇몇 프로메튬 화합물이 합성되기는 했지만 그 화합물들 역시 잘 연구되지는 못했다. 일반적으로 프로메튬 화합물들은 분홍색 또는 빨간색 색상을 띠는 경향이 있다. Pm3+ 이온을 포함하는 산성 용액을 암모니아에 가하면 생성되는 프로메튬의 수산화물인 Pm(OH)3는 젤리 같은 밝은 갈색의 앙금, 즉 물에 용해되지 않는(불용성인) 수산화물이다. 프로메튬이 염산에 용해되면 수용성인 노란색 염인 PmCl3이 생성된다. 비슷한 방식으로 질산에 용해될 때는 Pm(NO3)3이 생성되며 이 역시 물에 잘 녹는다. 이를 말리면 Nd(NO3)3과 비슷하게 분홍색 결정을 만든다. c의 전자배치는 [Xe] 4f4이고 이온의 색상은 분홍색이다. 프로메튬 황산염은 약간 용해되는데 이런 성질은 다른 세륨(Ce) 그룹 원소들과 비슷하다. 프로메튬의 옥살염, Pm2(C2O4)3 • 10 H2O는 란타넘족 원소 옥살염들 중 가장 낮은 용해도를 가진다. 질산화물과는 달리 프로메튬 산화물은 대응하는 네오디뮴(Nd) 염보다 사마륨(Sm) 염과 더 비슷하다. 프로메튬 옥살염을 가열하면 흰색 또는 라벤더 색의 가루가 무질서한 구조로 넣여 있는 형태가 되고 이 가루는 600 °C로 가열했을 때 입방정계 구조로 결정화된다. 800 °C와 1750 °C 에서는 각각 단사정계, 육방정계 구조가 되며 가열 냉각 시간과 온도를 조절함으로써 상호 전환 될 수 있다. 프로메튬은 단 한가지의 안정한 +3의 산화수를 가지고 주기율표 위치상 절대 +4나 +2의 산화수를 가질 수 없을 것으로 예측된다. 실제로 프로메튬 이온 Pm3+을 포함하는 화합물을 다른 강력한 산화제와 환원제와 함께 다룰 때 프로메튬 이온이 쉽게 산화되거나 환원되지 않는다는 것을 보여주었다.

### 동위원소
(프로메튬 동위원소 참조)
프로메튬은 란타넘족 원소 중에서 유일하게 안정 동위원소가 존재하지 않는 방사성 원소이고 원자번호 83번 비스무트(Bi)보다 원자 번호가 작은 두 방사성 원소들 중 하나이다. 프로메튬의 붕괴 산물은 주로 네오디뮴(Nd)과 사마륨(Sm) 동위원소이다.(프로메튬-146은 두 원소의 동위원소로 붕괴가 가능하고 이보다 가벼운 프로메튬 동위원소는 주로 양전자 방출과 전자 포획을 통해 네오디뮴 동위원소로 붕괴되고 무거운 프로메튬 동위원소는 베타 붕괴를 거쳐서 사마륨으로 붕괴된다.) 프로메튬 이성질핵은 대부분 다른 프로메튬 동위원소로 붕괴한다. 극히 예외적으로 동위원소 145Pm은 안정 동위원소인 프라세오디뮴(Pr)-141로 붕괴한다. 
가장 안정한 프로메튬 동위원소는 프로메튬-145이고 이는 940 Ci/g (35 TBq/g) 정도의 방사성을 가진다. 전자 포획으로 붕괴하며 17.7년의 반감기를 가진다. 원자핵에서 안정한 중성자 배치를 만족시키는 마법수(magic number) 중 하나인 82보다 2 많은 84개의 중성자 수를 가지고 있어서 (중성자를 두개 포함하는)알파 입자를 방출해 중성자수가 82인 프라세오디뮴-141이 될 수도 있다. 이 동위원소는 프로메튬 동위원소 중에서 유일하게 알파 붕괴가 관측된 동위원소이다. 이 동위원소의 알파 붕괴의 반감기는 6.3×109 년 정도이며, 2.8×10−7 %의 145Pm 원자핵이 이 방식으로 붕괴된다. 144Pm, 146Pm, 그리고 147Pm 도 알파 붕괴를 할 수 있을 것으로 예상되고 있지만, 아직 실제로 관측되지는 않았다.
이 원소는 133~142, 144, 148, 149, 152, 그리고 154의 질량수를 가지는 18개의 이성질핵(nuclear isomer)도 지니고 있다.(한 개 이상의 이성질핵이 존재하는 질량수도 있다.) 가장 안정한 이성질핵은 프로메튬-148m으로 43.1일의 반감기를 가진다. 이는 프로메튬-143~147을 제외한 나머지 바닥 상태의 동위원소들의 경우보다 긴 값이다. 프로메튬-148m은 바닥상태의 동위원소인 프로메튬-148보다 반감기가 길다. 